# David Mair
David Mair (Vipiteno, 21 agosto 1984) è uno slittinista italiano.
È omonimo del conterraneo David Mair, a sua volta slittinista (ma nella specialità dello slittino su pista naturale) e skeletonista di alto livello.

## Biografia
Ha iniziato a gareggiare per la nazionale italiana nelle varie categorie giovanili, ottenendo un secondo posto nella classifica finale della Coppa del Mondo giovani nel singolo.
A livello assoluto ha debuttato in Coppa del Mondo nella stagione 2003/04, ha conquistato il primo podio il 23 gennaio 2009 nella gara a squadre ad Altenberg. In classifica generale, come migliore risultato, vanta l'ottavo posto nel singolo nel 2012/13.
In carriera ha preso parte all'edizione dei Giochi olimpici invernali di Vancouver 2010 dove ha colto la diciassettesima piazza nel singolo.
Ai campionati mondiali ha ottenuto alcuni piazzamenti di rilievo, classificandosi, tra le altre volte, all'ottavo posto ad Altenberg 2012 ed al nono a Lake Placid 2009.
Nelle rassegne continentali vanta quale miglior risultato l'ottavo posto a Paramonovo 2012.

## Palmarès

### Coppa del Mondo
- Miglior piazzamento in classifica generale nel singolo: 8° nel 2012/13.
- 5 podi (1 nel singolo, 4 nelle gare a squadre):
  - 2 secondi posti (tutti nelle gare a squadre);
  - 3 terzi posti (1 nel singolo, 2 nelle gare a squadre).

### Coppa del Mondo giovani
- Miglior piazzamento in classifica generale nel singolo: 2° nel 2000/01.